# Piaski-Henryków

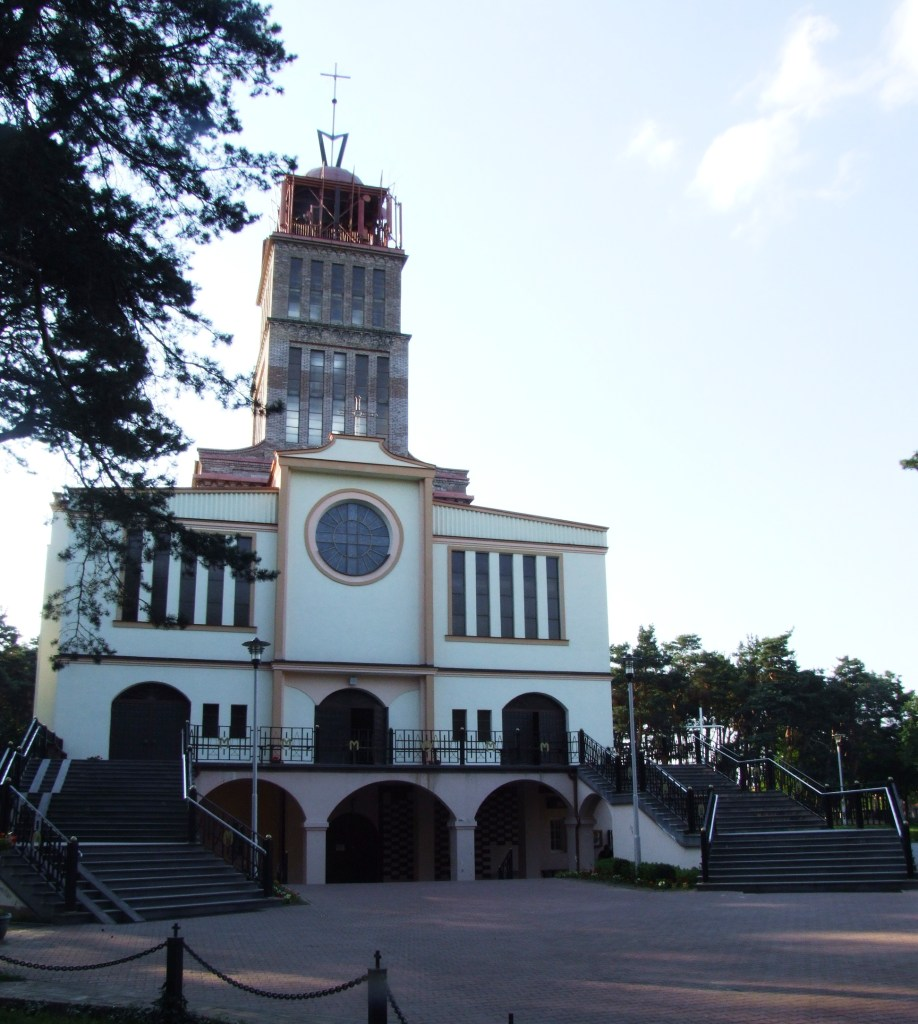
Kościół pw. NMP Saletyńskiej

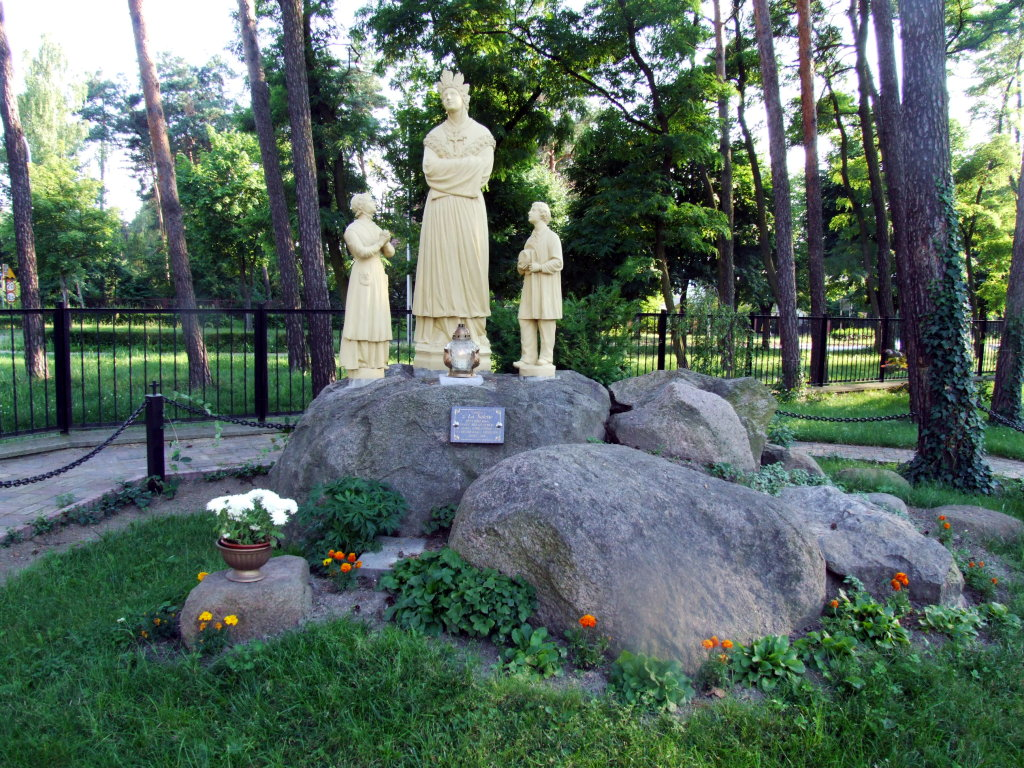
Posąg przedstawiający objawienie Matki Bożej z La Salette znajdujący się przed kościołem pw. NMP Saletyńskiej

Piaski-Henryków' – osiedle samorządowe Ostrowca Świętokrzyskiego położone w jego północno-zachodniej części. Sąsiaduje z następującymi osiedlami: od zachodu z Kolonią Robotniczą, od południa z Osiedlem Sienkiewiczowskim i Osiedlem Spółdzielców, a od wschodu z osiedlami Gutwin i Pułanki. Osiedle położone jest na miejscu dawnych osad Piaski i Henryków oraz folwarku Piaski, włączonych do Ostrowca w 1924.
Na Piaskach znajduje się kościół parafialny pw. Najświętszej Maryi Panny Saletyńskiej, którego budowę ukończono w 1984. Na osiedlu znajdują się również Dom Pomocy Społecznej, Zgromadzenie Sióstr Franciszkanek Rodziny Maryi oraz Publiczna Szkoła Podstawowa nr 1.

## Zasięg terytorialny
Osiedle obejmuje swym zasięgiem ulice: Asnyka, Baczyńskiego, Borowikową, Botaniczną, Boya-Żeleńskiego, Broniewskiego, Brzechwy, Chełmońskiego, Chłodną, Cybisa, Dąbrowskiej, Dygasińskiego, Fałata, Fredry, Gałczyńskiego, Gierymskiego, Gombrowicza, Grabowiecką, Grottgera, Iglastą, Iłżecką od nr 83 do nr 217 (numery nieparzyste) i od nr 82 do nr 202 (numery parzyste), Iwaszkiewicza, Jesienną, Jeżynową, Kasprowicza, Konarskiego, Konopnickiej od nr 13 do nr 81 (numery nieparzyste) i od nr 12 do nr 80 (numery parzyste), Korczaka, Kossaka, Krasickiego, Krasińskiego, Kraszewskiego, Kruczkowskiego, Letnią, Leśmiana, Łąkową, Magnoliową, Malczewskiego, Miłą, Mokrą, Morcinka, Nałkowskiej, Naruszewicza, Norwida, Okrzei, Orkana, Osikową, Piaski, Plenerową, Podleśną, Prusa, Rodakowskiego, Rudnickiego, Rydla, Struga, Staffa, Syrokomli, Temidy, Tetmajera, Torfową, Tuwima, Trzeciaków od nr 3 do nr 77 (numery nieparzyste) i od nr 2 do nr 70 (numery parzyste), Waryńskiego od nr 37 do nr 55 (numery nieparzyste), Wasilewskiej, Wiosenną, Witkiewicza, Witosa, Wodną, Wolskiej, Wspólną od nr 25 do nr 95 (numery nieparzyste) i od nr 48 do nr 108 (numery parzyste), Wybickiego, Wyspiańskiego od nr 27 do nr 41 (numery nieparzyste) i od nr 30 do nr 46 (numery parzyste), Zacisze, Zapolskiej, Zielną, Ziołową.

## Historia
Pierwsze wzmianki o osadzie Piaski występują w dokumentach z końca XVIII w. We wcześniejszych (połowa XVIII w.) występuje na tym terenie osada o nazwie Owczarnia (Owilla). Nazwa ta mogła być w późniejszym czasie zastąpiona właśnie przez Piaski. W latach 30. XIX w. zaczęli się tu osiedlać pracownicy zakładów hutniczych w Kuźni. 1 maja 1905 w czasie rewolucji 1905 roku miał tu miejsce robotniczy wiec, na którym zebrało się 2 tys. osób. Wyruszyli oni następnie na pochód przez Kuźnię i Paulinów.
W 1907 osada Piaski miała 11 domów i 187 mieszkańców. Folwark Piaski miał wówczas 23 domy i 446 mieszkańców. W 1924 osiedle zostało przyłączone do Ostrowca.
W 1938 rozpoczęły się przygotowania do budowy kościoła parafialnego na Piaskach. Zostały one przerwane przez wojnę. Budowę wznowiono w latach 1959–1960, kiedy to powstał kościół dolny. Górną część świątyni wzniesiono w latach 1979–1984.